# Contre-mine
Une contre-mine ou contremine est une galerie souterraine creusée par l'assiégé pour détruire ou gêner l'ennemi creusant des galeries de mines. Ces galeries peuvent également avoir été creusées lors de la construction des fortifications.
Parfois, les galeries de contre-mines et de mine se rencontrent et le combat éclate sous terre, comme lors du premier siège de Vienne. D'autres fois, les mineurs assiégés creusent leurs galeries sous celles de l'ennemi dans l'espoir que les galeries ennemies s'effondrent également, laissant ainsi les fortifications de la forteresse ou du château intactes.

## Étymologie et définition

### Définition
1. En fortification bastionnée, galerie à la base d'un mur d'escarpe ou sous un glacis visant à repérer et contrer les travaux de sape de l'assiégeant[1],[2].
2. Galerie visant à contrer les travaux de sape de l'ennemi[1],[2].

Profil d'une courtine des remparts d'Ath avec galerie de contremine à sa base (3).
Galerie de contremine (c) dans le bastion des Capucins à Valenciennes.